# Öja, Växjö kommun
Öja är en tätort och kyrkby i Öja socken i Växjö kommun i Kronobergs län sydväst om tätorten Gemla. 
I byn ligger Öja kyrka.
Före 2018 räknades bebyggelsen som en del av tätorten Gemla. 